# Кошдень
Кошдень, Кошдені (рум. Coșdeni) — село у повіті Біхор в Румунії. Входить до складу комуни Помезеу.
Село розташоване на відстані 394 км на північний захід від Бухареста, 43 км на південний схід від Ораді, 100 км на захід від Клуж-Напоки, 138 км на північний схід від Тімішоари.

## Населення
За даними перепису населення 2002 року у селі проживали 690 осіб.
Національний склад населення села:
| Національність | Кількість осіб | Відсоток |
| -------------- | -------------- | -------- |
| румуни         | 662            | 95,9%    |
| цигани         | 25             | 3,6%     |

Рідною мовою назвали:
| Мова      | Кількість осіб | Відсоток |
| --------- | -------------- | -------- |
| румунська | 662            | 95,9%    |
| циганська | 25             | 3,6%     |